# Jalles Machado
Jales Machado de Siqueira (Alfenas, 14 de abril de 1894 -  Rialma, 25 de julho de 1975), filho de José Francisco de Siqueira e Ana Cândida de Siqueira, foi um político brasileiro.

## Vida Pessoal
Tendo nascido no distrito de São Joaquim da Serra Negra, na época pertencente a Alfenas, fez parte de seus estudos na cidade de Muzambinho. Cursou, posteriormente, Engenharia pela Escola Politécnica de São Paulo, no ano de 1919. Começou a trabalhar na região do triângulo mineiro de diversas formas. Dentre elas, na projeção e construções de usinas hidrelétricas, estradas, pontes e também na demarcação de terras. Ainda se debruçou sobre o cultivo do café, atividade essa que na época gerava uma das maiores receitas para a economia brasileira.

## Carreira política
Jales Machado de Siqueira foi prefeito de Buriti (GO) no ano de 1928, sendo filiado ao Partido Libertador de Goiás. Exerceu essa função até 1929, deixando a prefeitura para assumir o cargo estadual de secretário de obras públicas. Com a eleição do então situacionista Júlio Prestes na eleição presidencial de 1930, Jales Machado foi atuante no seu estado de origem, Minas Gerais, para dar apoio à chamada Revolução de 1930, a qual levou ao poder nacional Getúlio Vargas.  
Após a fragmentação do Estado Novo, Jales Machado filiou-se à União Democrática Nacional (UDN), elegendo-se em 1945 à deputado federal constituinte por Goiás. Assumindo o posto no ano seguinte, defendendo a transferência da capital brasileira, até então localizada no Rio de Janeiro, para a região central do país. Depois da promulgação da constituição, no ano de 1946, atuou e, seu mandato ordinário. Foi reeleito no pleito de 1950, deixando o cargo no fim de seu mandato, no ano de 1955. Posteriormente, se elegeu novamente deputado federal  no ano de 1962. Durante o mandato de João Goulart, foi contrário ao projeto de reforma agrária do então presidente.
Jales Machado de Siqueira faleceu no ano de 1975, na cidade de Ceres (GO). Era casado com Beatriz Laje de Siqueira, com quem teve quatro filhos. Otávio Laje, um dos seus filhos foi governador do estado entre 1965 e 1971. Seu neto, Jales Fontoura, também foi constituinte (1987-1988).